# Viole d'amour
La viole d’amour est un instrument de musique. Elle fait partie de la famille des instruments à cordes frottées.

## Description
La viole d'amour (en italien viola d'amore) est munie de sept cordes mélodiques et de cinq à sept cordes vibrantes en métal, appelées cordes sympathiques qui passent en dessous des cordes frottées, dans le manche, et viennent se fixer sur le chevillier de l'instrument. Ces dernières vibrent (par sympathie, sans être touchées) dès qu'on actionne les cordes de mélodie. Les ouïes ont souvent une forme de flammes. On dit souvent qu'elle doit son nom à la tête de femme aux yeux bandés garnissant la volute, symbole de l'amour aveugle.
On trouve des violes d'amour à 14 et même 16 cordes sympathiques qui prennent le nom de violette anglaise.
La première source qui cite cet instrument est une lettre d'un musicien allemand, datant de 1649. Les premières descriptions de violes d'amour ne précisent pas qu'elles ont des cordes sympathiques. On peut même penser qu'elles n'en avaient pas, et que le procédé servant à créer le halo sonore était autre : cordes métalliques frottées, scordatura, cordes doubles.
Bonanni, en 1722, mentionne pour la première fois les cordes sympathiques. Léopold Mozart décrit l'instrument ainsi : «(Il) a 6 cordes en boyau, dont les plus graves sont filées, et sous la touche, 6 cordes en métal, lesquelles ne sont ni jouées, ni frottées, mais qui servent à doubler et faire résonner le son des cordes du dessus».
La viole d'amour fut très à la mode au XVIIIe siècle. On y suggère qu'elle est de tous les instruments celui dont le son ressemble beaucoup à la voix humaine. On ne saurait oublier Louis-Toussaint Milandre (en) (actif entre 1756-1776), altiste dans l'orchestre de chambre de Louis XV qui fit paraitre en 1771 la seule méthode pour viole d'amour qui nous soit parvenue.
Leopold Mozart écrivait dans sa méthode de violon que cette viole convient parfaitement pour créer « une ambiance de calme au soir ».
Les violes d'amour ont disparu au XIXe siècle. Selon Koch, dans son Lexicon (1802), cela s'explique « à cause des difficultés de tous ordres et particulièrement de doigté, parce qu'elle ne peut être utilisée qu'en soliste et qu'elle ne peut s'employer à l'orchestre, et parce qu'elle ne permet pas d'exécuter toutes les roulades comme les autres instruments à archet ». Celles-ci ne correspondaient pas de toute façon au caractère de l'instrument, comme l'écrit F.A. Weber en 1789 : « le caractère propre de la viole d'amour, c'est son aptitude à exprimer une tristesse modérée, de doux sentiments, des caresses, et une gaité qui ne dépasse pas les limites de la modération ».
Certaines ont été transformées en altos. Le renouveau de la musique baroque vers 1900 suscite un nouvel intérêt pour l'instrument, dont la facture reprend alors peu à peu. En France, c'est Henri Casadesus qui œuvra le plus pour la viole d'amour, à laquelle il a consacré une méthode. En Orient, c’est grâce à Jasser Haj Youssef que la viole d'amour trouve sa place dans le répertoire classique et traditionnel.

Graphique : accord de base et tessiture de la viole d'amour.
La viole d'amour s'accorde normalement en fonction de la tonalité de l'œuvre jouée — cf. « scordatura ». L'accord s'est standardisé vers la fin du XVIIIe siècle: la, ré, la, ré, fa dièse, la, ré

## Répertoire

### Répertoire ancien
- Heinrich Biber : Harmonia artificiosa-ariosa
- Antonio Vivaldi : huit concertos et un air dans l'aria Gloria Patri du Nisi Dominus R. 608
- Johann Sebastian Bach : en utilise deux dans l'aria n° 19 de sa Passion selon St-Jean
- Jean-Marie Leclair : sonate en trio pour flûte, viola d'amore et B.C.
- Attilio Ariosti : plusieurs divertissements
- Joseph Haydn : divertimento pour viola d'amore, violon et violoncelle
- Carl Stamitz : trois concertos, quelques sonates et un quatuor.

### Répertoire moderne
- Leoš Janáček (1854-1928) : version originale du second quatuor à cordes, Lettres intimes (1928).
- Henri Casadesus (1879-1947) : Concerto pour viole d'amour et cordes.
- Paul Hindemith (1895-1963) : Petite sonate pour viole d'amour.
- Frank Martin (1890-1974) : Sonata da Chiesa pour viole d'amour et orgue.
- Olga Neuwirth : ...risonanze?... pour viole d'amour seule (1996-1997).
- Garth Knox (1956) : Spectral Viola, Utopian Dances, viola d'Armore.

### Opéras qui demandent la viole d'amour
- Gerone, tiranno di Siracusa de Johann Adolph Hasse (1727)
- Les Huguenots de Giacomo Meyerbeer (1836)
- Louise de Gustave Charpentier (1900)
- Le Jongleur de Notre-Dame de Jules Massenet (1901)
- Madame Butterfly de Giacomo Puccini (1904)
- Palestrina de Hans Pfitzner (1912)
- Katja Kabanova de Leoš Janáček (1919)

## Sînekemanı
La viole d'amour a été utilisée dans la musique turque sous le nom de sînekemanı du XVIIIe au XIXe siècle. C'est le seul instrument occidental à avoir été intégré au sein des orchestres ottomans classiques avant l'arrivée du violon, puis du kemençe.